# Erick Dampier
Erick Travez Dampier (Jackson, Misisipi, 14 de julio de 1975) es un exjugador de baloncesto estadounidense. Su último equipo fue Atlanta Hawks de la NBA. Mide 2,11 metros, y jugaba en la posición de pívot.

## Trayectoria deportiva

### Universidad
Después de ganar 2 títulos estatales con su instituto en Misisipi, se enroló en las filas de la Universidad Estatal de Misisipi, ganando el título de campeón de la Conferencia Sudeste en 1996, y llevando a su equipo a la Final Four de la NCAA ese mismo año. 
En sus tres temporadas con los Bulldogs, promedió 13,2 puntos, 9,2 rebotes y 2,6 tapones por partido.

### Profesional
Fue elegido en la primera ronda del Draft de la NBA de 1996 por los Indiana Pacers, en la décima posición. No terminó de cuajar en ese equipo en su temporada como rookie, contando con pocos minutos, para promediar 5,1 puntos y 4,1 rebotes por partido. Antes del inicio de la siguiente campaña, fue traspasado, junto a Duane Ferrell a los Golden State Warriors, a cambio de Chris Mullin.
Pasó 7 temporadas en Oakland, siendo la de 2003-04 la mejor de su carrera, al promediar 12,3 puntos y 12 rebotes por partido. Recibió muchas críticas por ello, ya que era el año en el que se convertía en agente libre, pudiendo así renegociar su contrato. La temporada siguiente firmó con los Dallas Mavericks, donde, tras promediar 9,2 puntos y 8,5 rebotes en la temporada regular, mostró todas sus debilidades cuando tuvo que enfrentarse en play-offs a pívots de una categoría contrastable como Yao Ming o Amare Stoudemire.
En su segunda temporada, los Mavs adquirieron al pívot de origen senegalés DeSagana Diop, y juntos forman una de las rotaciones de jugadores altos más intimidatorias de toda la liga.
El 30 de julio de 2010, fue traspasado junto con Eduardo Nájera y Matt Carroll a Charlotte Bobcats a cambio de Tyson Chandler y Alexis Ajinca. En el equipo de Michael Jordan no llega a debutar y el 23 de noviembre de 2010 firma con Miami Heat.
El 9 de febrero de 2012 firma un contrato por diez días con los Atlanta Hawks.

## Estadísticas

### Temporada regular
| Año     | Equipo       | PJ  | PT  | MPP  | %TC  | %3P   | %TL  | RPP  | APP | ROB | TPP | PPP  |
| ------- | ------------ | --- | --- | ---- | ---- | ----- | ---- | ---- | --- | --- | --- | ---- |
| 1996–97 | Indiana      | 72  | 21  | 14.6 | .390 | 1.000 | .637 | 4.1  | .6  | .3  | 1.0 | 5.1  |
| 1997–98 | Golden State | 82  | 82  | 32.4 | .445 | .000  | .669 | 8.7  | 1.1 | .5  | 1.7 | 11.8 |
| 1998–99 | Golden State | 50  | 50  | 28.3 | .389 | .000  | .588 | 7.6  | 1.1 | .5  | 1.2 | 8.8  |
| 1999–00 | Golden State | 21  | 12  | 23.6 | .405 | .000  | .529 | 6.4  | .9  | .4  | .7  | 8.0  |
| 2000–01 | Golden State | 43  | 26  | 24.1 | .401 | .000  | .532 | 5.8  | 1.4 | .4  | 1.4 | 7.4  |
| 2001–02 | Golden State | 73  | 46  | 23.8 | .435 | .000  | .645 | 5.3  | 1.2 | .2  | 2.3 | 7.6  |
| 2002–03 | Golden State | 82  | 82  | 24.1 | .496 | .000  | .698 | 6.6  | .7  | .3  | 1.9 | 8.2  |
| 2003–04 | Golden State | 74  | 74  | 32.5 | .535 | .000  | .654 | 12.0 | .8  | .4  | 1.9 | 12.3 |
| 2004–05 | Dallas       | 59  | 56  | 27.3 | .550 | .000  | .605 | 8.5  | .9  | .2  | 1.4 | 9.2  |
| 2005–06 | Dallas       | 82  | 36  | 23.6 | .493 | .000  | .591 | 7.8  | .6  | .3  | 1.3 | 5.7  |
| 2006–07 | Dallas       | 76  | 73  | 25.2 | .626 | .000  | .623 | 7.4  | .6  | .3  | 1.1 | 7.1  |
| 2007–08 | Dallas       | 72  | 64  | 24.4 | .643 | .000  | .575 | 7.5  | .9  | .3  | 1.5 | 6.1  |
| 2008–09 | Dallas       | 80  | 80  | 23.0 | .650 | .000  | .638 | 7.1  | 1.0 | .3  | 1.2 | 5.7  |
| 2009–10 | Dallas       | 55  | 47  | 23.3 | .624 | .333  | .604 | 7.3  | .6  | .3  | 1.4 | 6.0  |
| 2010–11 | Miami        | 51  | 22  | 16.0 | .584 | .000  | .545 | 3.5  | .4  | .3  | .9  | 2.5  |
| 2011-12 | Atlanta      | 15  | 0   | 5.5  | .125 | .000  | .000 | 1.7  | .3  | .1  | .3  | .1   |
| Total   | Total        | 987 | 771 | 24.3 | .498 | .125  | .626 | 7.1  | .8  | .3  | 1.4 | 7.4  |

### Playoffs
| Año   | Equipo  | PJ | PT | MPP  | %TC  | %3P  | %TL  | RPP | APP | ROB | TPP | PPP |
| ----- | ------- | -- | -- | ---- | ---- | ---- | ---- | --- | --- | --- | --- | --- |
| 2005  | Dallas  | 13 | 13 | 23.7 | .597 | .000 | .393 | 7.5 | .5  | .5  | 1.4 | 7.0 |
| 2006  | Dallas  | 19 | 2  | 23.9 | .540 | .000 | .614 | 6.7 | .3  | .6  | 1.3 | 5.0 |
| 2007  | Dallas  | 5  | 2  | 7.6  | .667 | .000 | .500 | 3.4 | .2  | .0  | .0  | 1.0 |
| 2008  | Dallas  | 5  | 5  | 19.0 | .412 | .000 | .400 | 4.2 | .0  | .2  | .6  | 3.6 |
| 2009  | Dallas  | 10 | 10 | 25.5 | .611 | .000 | .619 | 6.1 | .7  | .4  | .9  | 5.7 |
| 2010  | Dallas  | 5  | 4  | 23.6 | .000 | .000 | .417 | 6.6 | .6  | .2  | 1.0 | 1.0 |
| 2012  | Atlanta | 4  | 0  | 13.8 | .538 | .000 | .667 | 3.5 | .0  | .0  | .3  | 4.0 |
| Total | Total   | 61 | 36 | 21.7 | .541 | .000 | .525 | 6.1 | .4  | .4  | 1.0 | 4.7 |

## Logros personales
- Máximo reboteador ofensivo de la NBA en 2004 (344 rebotes ofensivos).